# Sargans (gemeente)
Sargans is een plaats in het oosten van Zwitserland. Het ligt in het dal van de Rijn, op de plaats waar het dal van het Walenmeer met het Rijndal samenkomt.

## Verkeer
De autowegen A13, die het Rijndal volgt, en A3, langs het Walenmeer en verder naar Zürich, komen bij Sargans bij elkaar.
Er ligt station Sargans, waar de treinen vanuit Zwitserland naar Oostenrijk door komen.

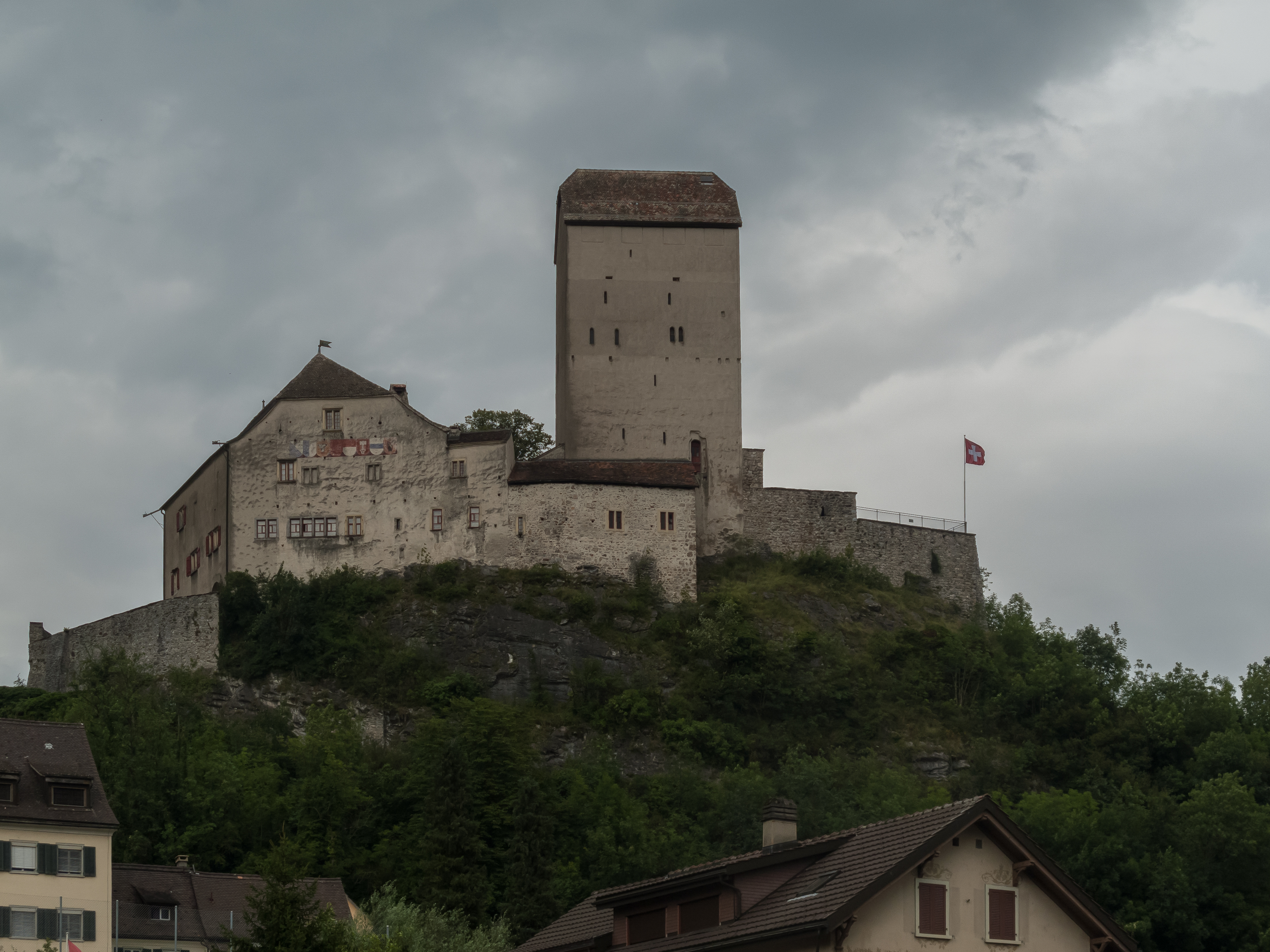
Schloss Sargans

Bad Ragaz · Flums · Mels · Pfäfers · Quarten · Sargans · Vilters-Wangs · Walenstadt
- Bibliothèque nationale de France: cb11956394b (data)
- Gemeinsame Normdatei: 4105348-5
- Historisch woordenboek van Zwitserland: 001357
- MusicBrainz: 0e92d88c-53e2-41f8-81ba-6b6c23c4da4e
- Virtual International Authority File: 240838144
- WorldCat: E39PBJmhMH3yH7twPWYyXG9bh3